# Albert Endres

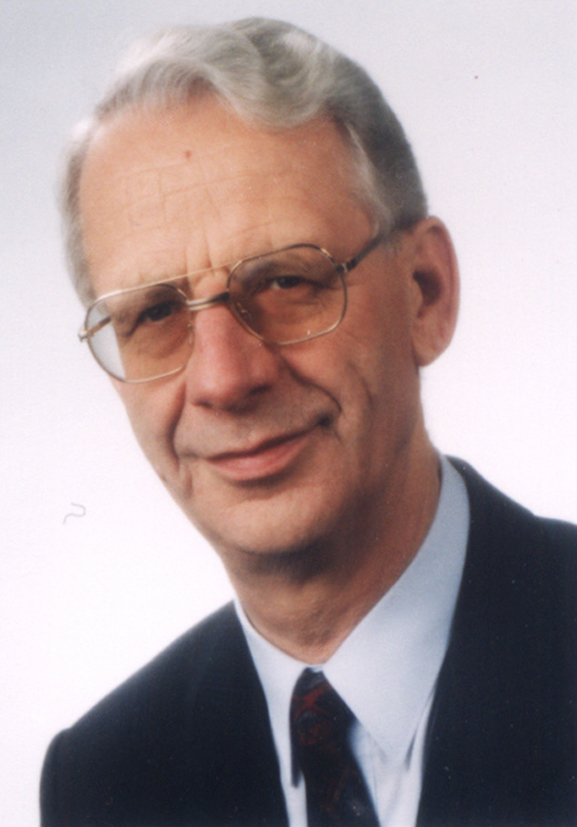
Albert Endres (1999)

Albert Endres (* 17. Dezember 1932 in Niederweis; † 28. Dezember 2020) war ein deutscher Informatiker und Professor der Technischen Universität München.

## Leben
Endres studierte seit 1952 Geodäsie an der Universität Bonn sowie der Ohio State University. Von 1957 bis 1992 war er bei IBM zuerst im Rechenzentrums-, danach im Entwicklungsbereich tätig. Dort befasste er sich mit der Entwicklung von Programmiersprachen, Compilern, Betriebs- und Datenbanksystemen. 1968 gründete er die deutsche Sektion (German Chapter) der Association for Computing Machinery (ACM), dessen Vorsitz er für drei Jahre bekleidete.
Endres promovierte zum Dr. rer. nat. in Informatik (1975) und wurde 1986 zum Honorarprofessor der Universität Stuttgart berufen. Dort lehrte er von 1976 bis 1992 als Dozent für Informatik. Im Anschluss unterrichtete Endres ein Semester Informatik an der Universität Rostock und war von 1993 bis 1997 hauptberuflich als Professor für Informatik an der Technischen Universität München am Lehrstuhl für Software-Ingenieurwesen tätig. Von 1995 bis 1997 leitete er im Namen der Gesellschaft für Informatik (GI) das Multimedia Electronic Documents (MeDoc) - Projekt, ein gemeinsames Forschungsprojekt zu digitalen Bibliotheken, an dem 30 deutsche Universitäten und Hochschulen sowie 14 Verlage beteiligt waren. Als Hobby betrieb Endres Heimatforschung und publizierte über Heimatkunde und Regionalgeschichte.

## Werke
Albert Endres ist Autor oder Co-Autor mehrerer Bücher und verfasste zahlreiche wissenschaftliche sowie nicht-technische Veröffentlichungen. Sie befassen sich einerseits mit Informatik, andererseits mit der Regionalgeschichte der Südeifel.  Von 1985 bis 1999 war er Hauptherausgeber der Zeitschrift Informatik – Forschung und Entwicklung (heute: Computer Science – Research and Development). Von 2011 bis zu seinem Tod betrieb er den Internet-Blog Bertals Blog, in dem er in über 650 Beiträgen verschiedenste Themen von Politik und Wirtschaft über Naturwissenschaft und Technik bis hin zu Soziologie und Philosophie diskutierte.

### Ausgewählte Bücher
- Analyse und Verifikation von Programmen. Systematische Verfahren und Untersuchungen zur Erstellung fehlerfreier Software.[5]
- Geschichten aus der Eifelheimat. Eine Sammlung heimatkundlicher Beiträge über Niederweis und die Südeifel.[6]

### Co-Autor
- Digitale Bibliotheken (mit Dieter W. Fellner)
- A Handbook of Software and Systems Engineering (mit Dieter Rombach)
- Menschen machen Informatik. Begegnungen und Erinnerungen (mit Rul Gunzenhäuser)
- Schuld sind die Computer! Ängste, Gefahren und Probleme im Umfeld der Informatik (mit Rul Gunzenhäuser)

## Auszeichnungen und Ehrungen
- 1986: Honorarprofessor der Universität Stuttgart
- 2003: Fellow der Gesellschaft für Informatik (GI)
- 2008: ACM Service Award
- 2010: IEEE Life Senior Member